# ゼルダの伝説 トワイライトプリンセス
『ゼルダの伝説 トワイライトプリンセス』（ゼルダのでんせつ トワイライトプリンセス、英題:The Legend of Zelda: Twilight Princess）は、任天堂より2006年に発売された、ニンテンドー ゲームキューブ・Wii用のアクションアドベンチャーゲーム。略称は「トワプリ」。

## 概要
ゼルダの伝説シリーズ20周年の節目となる2006年にニンテンドー ゲームキューブ（以下、GC）およびWii用ソフトとして発売。2002年にGCで発売された『風のタクト』のトゥーンレンダリングを用いたアニメ調のスタイルとは打って変わり、『時のオカリナ』の路線を踏襲したリアルな世界が形作られている。開発中は「120％の『ゼルダ』を」というキーワードが掲げられ、シリーズ最高傑作を目指して製作された。GC版は日本では事実上最後のGC用ソフトとなった。
ゲームメディア大手の1UP.com、CVG、EGM、Game Informer、GamesRadar、IGNやアメリカの有力紙ワシントン・ポストなどでシリーズ最高傑作と評された。またX-Play、GameTrailers、1UP.com、EGM、Spacey Awards、Game Informer、GameSpyをはじめとする多数の機関で最優秀賞である「Game of the Year」を獲得するなど、数々の賞を受賞した。また、Wiiチャンネル『みんなのニンテンドーチャンネル』内の「みんなのおすすめ」では、シルバーランクを獲得している。
本作の目玉としてWii版では、Wiiリモコンを生かした新しい操作性が挙げられる。2011年発売の『スカイウォードソード』ではWiiの特徴の一つである操作性をさらに推し進めている。
2016年3月10日に、映像をフルハイビジョン化し、amiiboなどの新要素が追加されたWii U用ソフト『ゼルダの伝説 トワイライトプリンセス HD』が発売。以降、特記のない限りオリジナル版であるWii・GC版について記述する。

## ストーリー
ハイラル王国の南に位置するトアル村では、自然の中で人々が穏やかに暮らしていた。そこに住む若者のリンクは、ある時、ハイラル城に献上品を届ける役を担うことになった。出発の当日、リンクは幼馴染のイリアたちと別れを惜しんでいたが、突然村に魔物が襲来し、イリアや村の子供たちがさらわれてしまう。急いで行方を捜すリンクは村のはずれで奇妙な黒い壁を発見するが、その壁の中に引き込まれて姿が狼へと変化し、そのまま気を失ってしまう。
気がつくと、狼となったリンクは牢獄の中で鎖につながれていた。そして目の前にはそれを見てあざ笑う謎の魔物の姿があった。その魔物・ミドナは、リンクを小馬鹿にしつつも鎖を切り、黒いローブを纏った女性の元へと導く。女性はミドナに促され、ハイラル王国に影の世界の王ザントが侵略してきた事、王女の降伏によってハイラルが「影の領域」になり、民が魂と化してしまった事を語る。そして顛末を語ったその女性こそが、ハイラル王国の王女ゼルダであった。
ゼルダと別れた後、リンクは光の四精霊の中の一体、ラトアーヌと出会う。影の領域から光の精霊たちを蘇らせてほしいとラトアーヌから頼まれたリンクは、求めに応じてフィローネの森に光を取り戻す。影から開放されたリンクは人間の姿に戻ったが、その身には緑の衣を纏っていた。蘇った精霊フィローネはリンクが神に選ばれし勇者であると語り、ハイラルの命運をリンクに託す。
こうしてリンクは、ある物を捜しているというミドナと共に冒険することになる。

## 世界設定
本作の舞台は、『時のオカリナ』で「時の勇者リンク」が7年後の未来で大魔王ガノンドロフを封印した後、本来の時代に戻ってきてから百数年後の世界という設定である。『時のオカリナ』のエンディングで少年リンクが、未来で起こる出来事を少女ゼルダ姫に話し、ガノンドロフの野望を未然に防いでいる（砂漠の処刑場でその顛末が語られる）。同じく『時のオカリナ』の続編と位置づけられる『風のタクト』とはパラレルワールドの関係となっており（『時のオカリナ』のエンディングでリンクが未来の話をしたことで時間軸の分岐が発生したため）、こちらは、『時のオカリナ』の未来世界でガノンドロフが封印され「時の勇者リンク」が去ってから数百年後の物語である。
時系列について、詳しくは「ゼルダの伝説シリーズ#時系列」を参照。

## システム

### 従来シリーズからの新要素・変更点
Wiiリモコンによる操作（Wii版のみ）
Wii版ではWiiリモコンとヌンチャクの機能を活用した操作方法が取り入れられている。
Wiiリモコンを振ることでリンクが剣を振り、Wiiリモコンで対象物をポインティングして射撃、ヌンチャクを振ることで素早く回転斬りを放つなど、従来の作品と比べてより直感的な操作でプレイできるようになった。また、謎解き音や、剣を振るなどした時の効果音はWiiリモコンの内蔵スピーカーから出力される。
乗馬中のアクション
剣・アイテムの使用など多くのアクションが乗馬中にも行えるようになった。一方、乗馬中にもダメージを受け、振り落とされることもある。また、馬に乗ってボスと戦う「馬上戦」のイベントもある。
魔法
本作ではリンクが魔法を使用しないため、従来シリーズのような魔法ゲージは存在しない。
剣技
走りながら剣を振れるようになるなど、操作に細かい改良が加えられた。
回転斬り
Wii版はヌンチャクの回転方向に対応して回転斬りを行う。
GC版は従来と同じく、Bボタンを長押しするかコントロールスティックを回転させてから攻撃することで回転斬りを行う。従来までは一度剣を振ってから溜め動作に入ったが、本作ではすぐに溜め動作に入るようになり、剣を振り始めるタイミングがBボタンを放した時に変更された。
Z (L) 注目
Wii版ではZボタン、GC版ではLボタンを押すと対象物に注目（ロックオン）する。
これまでのシリーズと違い、敵に注目した際に自動で盾を構えるようになった。また、遠くの敵に対しては基本的に近接するまで注目できなくなったため、素早く接近して倒すか、弓などを用いて自力で遠くから狙いを定める必要がある。
獣リンク（ウルフリンク）
主人公のリンクは「トワイライト」（後述）に入ると、強制的に狼に変身してしまい、特定のイベントをクリアするまで自力では元に戻れなくなる。「マスターソード」の入手後は狼と人の変身が任意で行えるようになる（周辺に人がいない場合のみ）。
狼の姿の時は人の時よりも素早く移動できる他、深い砂地や雪原の上を沈み込まずに進む、狭い足場を次々に飛び移る、柔らかい地面を掘り進んで障害物の下をくぐるといったアクションも可能となる。また狼の鋭敏な「センス」の能力により、魂となった存在を目視したり、覚えた匂いを追跡することができる。攻撃手段は噛み付きが主となる他、ミドナの魔法によるサポートを得られる。「ポータル」（後述）を利用したワープも可能になる（ワープ機能はダンジョン内など一部では使用不可）。
一方、人の時に使用できていた各種アイテムは使えず、一部のドアを開けることもできない（ミドナが手伝ってくれる場合もある）。人間に近づくと多くの場合こちらを怖がって逃げ出したり、警戒して攻撃をしてくるなどの反応を示す。
この姿では人間と会話できないが動物の言葉が分かるようになる（ほとんどの動物も正体がリンクだと認識している）。
ミドナの話によると狼とは影の世界における神の使いのような存在であり、影の世界に危機が訪れると現れるとされている。
『大乱闘スマッシュブラザーズX』『大乱闘スマッシュブラザーズ for Wii U』では、獣リンクのフィギュアを見ることができる。
2016年3月10日には、本キャラクターのamiiboが発売された。

### GC版とWii版の相違点
- 操作する際、GC版はGCのコントローラを、Wii版はWiiリモコンとヌンチャクを用いる[5]。
- Wii版では、Wiiリモコン操作時に妖精が画面上のポインタとして表示される（名前は「ナビィポインタ」という。『時のオカリナ』の妖精「ナビィ」とは関係ない）。
- Wii版の画面比率は4:3と16:9の両方に対応（GC版は4:3のみ）[5]。
- セットできるアイテムの数は、GC版では2つまで、Wii版では4つまでセットできる。
- ガノンドロフの攻撃パターンがGC版では一部省略されている。
- GC版とWii版は鏡面世界となっており、マップやキャラクターが全て左右反転している[5]。
  - 上記の仕様から、GC版ではリンクが左利き、Wii版では右利きになっている。

## 用語集
トワイライト
ザントが影の結晶により光を奪った領域（元は光の世界の一部）で、遠くからは黒い壁と金色の雲で覆われているように見える。
光の世界の生物は影の者の力を借りない限り外から立ち入ることが出来ず、内部では影の存在以外の生物は魂だけの存在となる。リンクがこの領域に入ると獣（狼）になり、その領域の光を取り戻さない限り元の姿に戻ることはできない（「ポータル」を使って領域の外に出ることは可能）。
ポータル
影の使者（後述）が召喚される際に上空に現れる、奇怪な文様のゲート。影の使者が倒された後は、狼リンクのワープ地点として利用できる。
作中で度々登場する魔物のボス「キングブルブリン」は角笛を吹くことでポータルを作り出す。
影の結晶石
光の精霊達が「黒き力」と呼んでいる石で、かつて聖地を魔力で治めようとした者達の魔力が封じ込められており、光の世界の生物が触れると異形の化け物と化す。
ミドナが元々持っていた物も含めると全部で4つの欠片に分かれており、ザントによって本来の力を奪われたミドナは、この力でザントに対抗するためリンクと共に欠片集めに奔走する。ミドナが結晶石を使うと巨大な蜘蛛のような姿になる。
陰りの鏡
神々が光と影の世界を結ぶ鍵として用意した鏡で、砂漠の処刑場に安置されている。
影の世界に行く唯一の手段だが、ミドナたちが影の世界に来ることを防ぐため、ザントによって破壊され4つの破片に分かれてしまっている。
影の結晶石と同様に影の魔力が宿っているため、光の世界の生物が触れると異形の化け物と化す。
この鏡を完全に破壊できるのは影の世界の一族に選ばれた長のみである。ザントは4つの破片にすることしかできなかった。
影の世界
影の住人達が暮らしている、リンクやゼルダが住む光の世界と対になる世界。かつて聖地を侵略しようとした者達が光の精霊により魔力を結晶石に封じられた後に追放された場所であり、ミドナを含む影の住人はその者達の末裔である。
普段は黄昏時の光のように輝く穏やかで平和な世界で、かつての祖先と違い温厚な民が多い。トワイライトはこの影の世界の領域を広げるためにザントが作り出したものであり、影の世界とトワイライトの領域の性質はほぼ似通っている。
ソル
影の世界の生命の源である2つの球体。ミドナ曰く影の世界の守護神。ザントが居座る影の宮殿の奥に眠っている。この力がマスターソードに宿ると刀身が金色の光を放ち、一振りで黒い霧を振り払えるようになる。

## 登場人物

### 主要人物
リンク（声優：笹沼晃）
本作の主人公。プレイ開始時に好きな名前を登録することができる。16歳。トアル村で山羊追いを生業とする牧童で、剣術と馬術を得意とする。神に選ばれた力を持ち、左手（Wii版では右手）の甲に聖なる紋章を宿す。トアル村近辺に突如出現した影の領域「トワイライト」に足を踏み入れたことで狼の姿に変えられてしまい、その後、謎の魔物ミドナに出会う。
Wii版では従来のシリーズと異なり、リンクの利き手が右手になっている。これは、Wiiリモコンを振ることによりリンクが攻撃するため、多くのユーザーが右利きであることを考慮しゲームの操作性を優先した結果である。ニンテンドーゲームキューブ版、及びWii UにてリリースされたHD版では従来通り左利きになっている。
『ハイラル・ヒストリア ゼルダの伝説大全』（小学館）では、冒険の途中で奥義を教えてくれる骸骨の剣士（＝『時のオカリナ』のリンク）の子孫であると記載されており、本編でも骸骨の剣士から「勇者の血を引く者」と呼ばれている。本作のリンクの声は、『時のオカリナ』で大人リンクの声を担当していた檜山修之に代わり笹沼晃（現:笹沼尭羅）が担当している。これは「今までのリンクと区別をつける」、「少しやんちゃで不良っぽい雰囲気を出したかった」との理由から。やんちゃで挑発的な仕草は、映画『ウエスト・サイド物語』でベルナルド役を演じたジョージ・チャキリスがモチーフとなっている。
ゼルダ（声優：水沢潤）
リンクと同様に、神に選ばれた力を持つハイラル王国の王女。ハイラル城に侵攻するザント軍に対し自ら剣を構えるが、圧倒的な兵力を前に戦意を喪失、降伏の道を選び、トワイライトの領域となったハイラル城の塔に幽閉される。ザント率いる影の世界の軍勢から民を守れなかったことへの弔意を込めて喪服のような黒いローブを身に纏っており、ミドナからは「黄昏の姫」と呼ばれる。その後のリンクの活躍で全ての地方に光が取り戻されたが、ハイラル城を包む深い闇は変わらず、瀕死のミドナに力を与えて命を救った後、その場から消える。後に魔王ガノンドロフの手中に堕ちたハイラル城にリンクが攻め入った際にはガノンドロフに憑依されてリンクに襲い掛かるが、力を取り戻したミドナによって救われ、リンクと共にガノンドロフとの決戦に挑む。
ミドナ（声優：河本明子）
リンクと共に冒険をする、奇妙な仮面をかぶった魔物の少女。その正体は、かつてハイラルに侵攻し聖地乗っ取りを目論んだが為に神と精霊達によって影の世界へ堕ちた一族の末裔で、影の世界・トワイライトの王家の姫、つまり「黄昏の姫（トワイライトプリンセス）」である。一人称は「ワタシ」で、リンクと出会った当初は小馬鹿にしたような口調で話す。カエルや虫などの生き物が苦手。
ザントの謀反によって力を奪われ、本来の姿から少女の姿に変えられてしまう。その後、彼の打倒と影の世界の民の救済に必要な影の結晶石を求めて光の世界を訪れ、トワイライトの領域で出会った狼姿のリンクを利用する。当初は力が足りず光の世界での実体化ができなかったが、そうした中でザントの急襲により強引に光の世界へ戻され瀕死状態に陥ってしまう。後にリンクによってハイラル城へ運ばれゼルダ姫の力を与えられたことで命が助かり、以降は光の世界での実体化が可能となる。そうしたリンクとゼルダの行動に絆され、それまで関心が無かった光の世界、そして影の世界の両方を救うべくリンクと協力し合うようになる。全ての戦いを終えた後、ザントに奪われていた力が戻り、本来の姿に戻る。光と影の世界を繋ぐ「陰りの鏡」を用いて故郷に帰還する際には、以後の二つの世界の争いを阻止するために「陰りの鏡」を粉砕し、道を閉ざした。
名前の由来は、真夜中を意味する「ミッドナイト」(midnight)。
ザント
影の世界の実質的な支配者。落ち着き払い威圧的な雰囲気を持つが、その本性はかなりヒステリックで、発狂したような奇抜な言動を取る。
元々は影の世界の王家に仕える臣下であった。かつての祖先と異なり穏健な路線を敷く王家に業を煮やし自らが成り上がる野心を持っていたが、ついに長に選ばれることはなく、失意に暮れていた。そうした中、影の世界に追放されたガノンドロフと出会う。彼の怨念と憎悪が宿り力を授かると、その力を用いて影の世界の住民達を「影の使者」と呼ばれる魔物に変え、ミドナの力を奪って影の世界の王を僭称、更には影の使者達を従えてハイラルに侵攻し、己が信じる神のためにハイラル全土を闇に包もうと画策する。物語終盤で影の世界に乗り込んできたリンクに対し様々な魔術で応戦するも結局敗れ、ミドナによってとどめを刺される。
ガノンドロフ（声優：宮田浩徳）
神に選ばれた力を持つ魔盗賊。『時のオカリナ』時代にあたる百数年前に聖地を治めようとハイラルの支配を企むが、当時のリンクやゼルダ姫らによってその野望は未然に阻止される。その後、賢者達により影の世界に追放されるが、自身の持つ憎悪が長い時を経て怨念となりザントへ宿ると、彼を利用して復活する。復活後はハイラル城を拠点にし、周囲を結界で閉ざす。リンクにマスターソードで貫かれ敗北し、「これが血塗られた歴史の始まりだと思え」と言い残し立ったまま死亡する。

### トアル村の住民
エポナ
リンクの愛馬。性別はメスで、リンクの事を強く慕っており、狼となったリンクの姿を見てもそれが自分の主人であると見抜いている。
イリア（声優：滝田樹里）
トアル村の村長であるボウの娘。リンクの幼馴染であり、エポナを可愛がって世話もよくしてくれる優しい少女。リンクや父であるボウよりもエポナを優先するきらいがあり、エポナの事となると誰も逆らえないが、リンクやエポナの身をいつも案じている。物語の序盤でハイラル城に向かうリンクの為に馬笛を作り彼を見送ろうとするが、直後に子供達と共に魔物にさらわれ、トワイライトの領域に連れて行かれてしまう。その後忘れられた里で幽閉されていたが、同じ場所にいた老婆・インパルによって逃がされ、その際に、お守りとして馬笛をインパルに託す。しかし、逃亡中に記憶喪失になってしまい、自分の名前すら思い出せなくなる。城下町のテルマの下に引き取られていたが、ゾーラ族のラルス王子を助けようと奔走していたリンクと再会、記憶を取り戻すためにカカリコ村に滞在するようになる。物語終盤でリンクの持ってきた手作りの馬笛を見て記憶を取り戻す。なお、彼女の記憶を取り戻さなくてもゲームクリアは可能。
コリン
トアル村に住む、リンクに憧れる少年。優しい性格だが、気弱で内向的な面がある。物語の序盤ではタロに苛められていた。イリアたちと共に魔物にさらわれるが、トワイライトの領域化したカカリコ村に辿り着き、牧師のレナードに匿われる。物語の中盤では魔物の襲撃からベスを守る勇気を見せ、これがきっかけでタロと和解する。エンディングではイリアや他の子供達と共にトアル村に帰る。
タロ
トアル村に住む少年で、マロの兄。物語の序盤でイリアたちと共に魔物にさらわれてしまう。やんちゃな性格でコリンを苛めていたが、魔物の襲撃からベスを守ったコリンを見て心境が変化し、コリンと和解する。救出後は、カカリコ村で見張り役を務める。
マロ
トアル村に住む少年で、タロの弟。幼い見た目ながら老成した口調で話す。物語の序盤でイリアたちと共に魔物にさらわれてしまう。救出後はカカリコ村で雑貨屋「マロマート」を開店し、その後にハイラル城下町でも支店を開いて成功を収めるなど、商才を発揮する。
ベス
トアル村に住む、ませた性格の少女。都会とリンクに大人の雰囲気を感じ、憧れを持つ。物語の序盤でイリアたちと共に魔物にさらわれてしまい、カカリコ村に流れつく。物語中盤で魔物に襲われるが、コリンに助けられる。
ボウ
トアル村の村長で、イリアの父親。見かけは厳ついが、愛娘には頭が上がらない。相撲が好きで、かつてはゴロン族とも相撲を取っていた。
モイ
コリンの父で、トアル村唯一の剣士。リンクの剣術の師匠でリンクを弟のように可愛がっている。物語の序盤でトアル村が魔物に襲撃された際には大怪我を負ってしまう。裏ではレジスタンスの一員として活動しており、驚異的な滞空時間を誇る金色のコッコ（ニワトリ）を相棒として連れている。レジスタンスにいるときはヘルメットを着用している。ハイラル城での最終決戦にてタカを相棒としタカに突撃をさせる技でリンクを援護する。
ウーリ
コリンの母で、モイの妻。第二子を身ごもっている（エンディングでは生まれている）。そそっかしい性格で、よく落とし物をする。
セーラ
トアル村で雑貨屋を営んでいるベスの母親。主人公と同じ名前の猫を飼っており、非常に可愛がっている。
ハンジョー
ベスの父親。臆病な性格で、妻であるセーラには頭が上がらない。
ジャガー / キュリー
マロとタロの両親。ジャガーはトアルカボチャを栽培しており、粗末に扱うと怒る。
ファド
トアル牧場で「トアル山羊」の世話をしている男性。山羊達に懐かれている。

### フィローネの森の人・動物
キコル
鳥の巣にもなっているアフロヘアーが特徴的なカンテラの油売り。ゾーラ川上流にいる2人の姉、リズ、ヘナと違い、魚釣りは下手。狼化したリンクを見ても逃げ出さない。
サル
森の奥にある「森の神殿」に群れをなして住んでいるサル達。トアル村まで下りてきて様々な悪戯を働いていたが、実はボスのウークがおかしくなって以降の森の異変を、村の人間達に知らせようとしていた。
ウーク
森に住むサル達のボス。影の力に飲み込まれて理性を失い、仲間のサル達を襲うようになってしまうが、リンクによって影の力を取り払われた後はポケット爆弾虫を武器にボス・ババラントとの戦いに加勢する。
トリル
森の無人販売所にいる鳥。リンクがお金を支払わずに品物を持ち去ろうとすると襲い掛かってくる。

### カカリコ村の人々
レナード
カカリコ村の牧師で、トアル村の村長・ボウの古い知人。医術の心得もあり、人間以外にもゴロンやゾーラの治療も行える。村が影の魔物達の襲撃を受けた時にはトアル村から流れ着いた子供達を教会に匿う。ハイラル城下町の酒場の女主人・テルマから好意を寄せられているが、彼自身は彼女のことが苦手らしい。
ルダ
レナードの娘。しっかり者で、礼儀正しい性格。父と共に村で暮らし、村に来たコリン達と友達になる。ゲーム内ではレナードの傍にいるくらいしか出番がないが、姫川コミック版では主体的に行動を起こす場面が大幅に追加されている。
バーンズ
爆弾屋を営んでいる男。臆病な性格の一方、爆弾を買う時と売る時とでそれぞれ口調と態度を変える一面も見せる。爆薬庫を離れに構えていたが、影の魔物の襲撃の際に獣リンクが跡形もなく吹き飛ばしてしまった。

### デスマウンテンのゴロン族
ゴロン族は岩のように固い体と強い力と生命力を持ち、力を正義と信じる温厚で誇り高い種族。族長のダルボスが魔獣化した際には人間を山に近づけさせないようにあえて人間達とのつながりを断ち切ろうとし、リンクがデスマウンテンに入ろうとしても幾度となく追い返すが、事件解決後は人間と和解し、仲良く暮らすようになる。
ダルボス
ゴロン族の族長。義理堅い性格。影の結晶石に触れ、「覚醒火炎獣 マグドフレイモス」へと変貌してしまうが、リンクによって元の姿に戻る。その後は忘れられた里への道を切り開くために協力する。
ドン・コローネ / ドン・シーゲル / ドン・エビーゾ / ドン・レゲーヌ
ゴロン族の長老達。コローネは相撲が強く、エビーゾとレゲーヌは後にカカリコ村でマロの店に協力する。マロに対して敬語を使っている。
ダンゴロス
ゴロン鉱山で勇者の弓を守る、鎧を纏った番人。最初はリンクを敵視し戦いを挑んでくるが、敗北後は彼の強さを認め、勇者の弓をリンクに託す。

### ハイラル城下町の人々
テルマ
酒場を営んでいる女主人。姉御肌で甲斐性があり、記憶を失ったイリアの面倒を見ている。ハイラル各地で起きる異変を調査すべく活動するレジスタンスに店の一角を提供している。リンクやイリアとの縁で出会ったレナード牧師に好意を寄せる。
ルイーズ
テルマの飼い猫。無愛想。狼リンクを見て以前に店で見かけたリンクだと見抜いたり、イリアをテルマの元に連れてきた町医者がイリアから何かを盗んだことに気付いたりと、勘が鋭い。
ラフレル
レジスタンスの一員の老人で、ゼルダ姫の元教育係。変わり果てたハイラル城の様子を気にかけている。主にゲルド砂漠周辺を調査している。ハイラル城での最終決戦にてバズーカを武器にしてリンクを援護する。
アッシュ
レジスタンスの紅一点。父親から騎士としての厳格な教育を受けたため口調が硬い。スケッチが得意。主にスノーピークの異変を調査している。ハイラル城での最終決戦にてリンクを援護する。
シャッド
レジスタンスの一員で、父親の跡を継ぎ天空都市の研究を行う学者。戦闘は苦手らしい。ハイラル城での最終決戦にてリンクを援護する。
ジョバンニ
金銭に目が眩み悪魔に魂を売ったことの呪いで金の人形と化した男。自宅の前の路地に居る子供には、その強欲さをからかわれている。
ゲンゴロウ
ジョバンニの飼い猫で、ハイラル城下町に住む猫達のリーダー的存在。ジョバンニと共に呪われてしまう。
アゲハ
金色の虫を集めている少女で、自称「虫さん王国のプリンセス」。ツインテールで、いわゆるゴシックロリータ風の服装をしており、メルヘンチックな表現を用いて話す。虫を手渡すことで「大きなサイフ」「最大のサイフ」をもらえる一方で、虫を出し惜しんで立ち去ろうとすると「…持ってるクセに」と嫌味を言われる(所持金が上限に近いと回避できる)。狼姿のリンクを見ても怖がらない。
ダンチョー
城下町の一角に大きなテントを張り「スタアゲーム」を主催している男性。プレイするにはクローショットかダブルクローショットが必要。クリアするとスタアの称号と矢立がもらえるが、その際に毒突かれる。テントの外にいる女の子曰く声がステキらしい。犬アレルギー。
デザイナーの中野祐輔がチンクルのリアルな姿として描いたラフスケッチがデザインの元になっている。
セレブ店員
高級雑貨店を営む店員。お金持ち以外は相手にしない高慢な性格で、リンクに対しても冷たくあしらう。しかし、店が「マロマート」に改装されてからは態度が一変、店内BGMに合わせて腰を振り、軽快なムーンウォークを披露する。
占い師
当たる事で評判の占い師。「仕事運」では今行くべき場所、「恋愛運」ではまだ取っていないハートのかけらの場所を教えてくれる。占いの際に発する呪文は、逆さ言葉になっている。
町医者
分厚い眼鏡をかけた小柄の医者で、テルマの酒場の常連客。人間でないことを理由に重傷を負ったラルスの診療を断る。イリアが持っていた人形を売却目的で盗んだり、ツケで酒場の酒を飲み続けたりと、金にだらしない面を見せる。

### ゾーラの里のゾーラ族・里の周辺の人々
ゾーラ族は水と共に生きる半魚人の種族。ゾーラの里という集落を作り王族が一帯を治めていたが、ザント軍の侵攻によって女王が犠牲になり、ゾーラの里全体が氷漬けにされてしまう。
ラルス
ゾーラ族の王子。ゾーラの里の危機をゼルダ姫に伝えようとハイラル城へ向かうが、道中で魔物に襲われ瀕死の重傷を負ってしまう。その後、行き倒れていたところをイリアに発見され、カカリコ村のレナード牧師の治療によって一命を取り留める。生死の境目をさ迷っていた時に夢の中で母・ルテラの死を知り、暫くはカカリコ村の墓地で塞ぎこんでいたが、後に王位を継ぐことを決心し、その際、母親の形見である珊瑚の耳飾りをリンクに渡す。
ルテラ
ゾーラ族の女王。侵攻を受けた際に一族への見せしめとして処刑されたが、その魂は息子と同胞への想い故に成仏できず、リンクの前に霊となって現れ、息子のラルスを助けて欲しいと懇願する。ラルスが救われた事を見届けた後はリンクに「ゾーラの服」を託す。
キングゾーラ
ゾーラ族の王で、ルテラの夫。既に他界しており、カカリコ村の墓地の奥に墓がある。いつか現れる勇者のために生前に「ゾーラの服」を作っていた。
リズ
ゾーラ川で川下りのアトラクションを営んでいる女性で、ヘナ、キコルの姉。キコルと同じくアフロヘアーが特徴で、怒らせると怖いらしく、キコルや部下のバイトに恐れられている。
ヘナ
ゾーラ川で釣り堀を営んでいる女性で、リズの妹、キコルの姉。かつてハイラルにいた伝説の釣り師に並々ならぬ尊敬の念を抱いており、自らが彼の子孫だと思っている。たまに脇をかいたりする。
ピロロちゃん
ヘナのペットの黄緑色の鳥。可愛らしい外見とは裏腹に意外と毒舌。

### ハイリア湖周辺の人々
トビー
サーカス一座の元メンバーで、大砲の専門家。ハイリア湖で観光客を大砲で飛ばすアトラクションを営んでおり、大砲の修理も受け付けている。レジスタンスのラフレルにはかつて助けてもらった恩があるため頭が上がらず、後に彼の頼みを聞き入れてリンクがゲルド砂漠に行く手伝いをする。また、後にリンクが天空都市へ行く際にも協力する。
ラッカ
サーカス一座の元メンバー。ハイラル湖で高台からコッコで滑空するアトラクション「トリトリップ」を営んでいる。幼児向けの番組やショーの司会者の様な口調で話し、リンクの事を「大きいお友達」と呼ぶ。
スモモ
ゾーラ川の川上りの案内をしている桃色の鳥。自分のことを「スモモチャン」と呼ぶ。素直ではない性格。獣姿で話しかけるとミニゲームができる。

### スノーピークの獣人
ドサンコフ (Yeto)
雪山の廃墟に住む雪滑りが大好きな獣人。体も声も大きく、病気の妻のためにスープを作ろうとゾーラの里まで「ニオイマス」を取りに行くなど、優しい性格。
マトーニャ (Yeta)
ドサンコフの妻。夫が拾ってきた「陰りの鏡」の破片によって病気を患っており、後に鏡の魔力によって「覚醒大氷塊 フリザーニャ」に変身するが、リンクによって救われる。その後は病気が完治し、ドサンコフとの愛が更に深まる。夫同様雪滑りをしており、彼女いわく「少したしなんでいる」程度らしいが、実際は夫よりも速く滑る。

### 天空都市の人々
太古の時代からハイラルに存在した温和な種族。優れた技術によって天空都市を築き、地上を離れた後には選ばれた使者を通してハイリア人や他種族と交流を結んでいた。しかし交流が途絶えた後は、使う機会が無い為か、多くの天空人はハイリア語（人語）を話せなくなる。
おばちゃん (Ooccoo)
人のような顔と鳥のような体を持つ、奇妙な容姿の女性。ハイリア語を理解し流暢に会話することもできる。人を空間転送する不思議な力を持つ。その正体は天空人であり、故郷である天空都市へ帰る方法を探すために旅をしているが、なぜか行く先々のダンジョン内で壷に入って出られなくなっている。
「おばちゃん」という名前は、スクリプト担当者がおばちゃん言葉でセリフを書く中で自然と呼ばれるようになった。デザイナーの中野祐輔が会議中に描いた落書きがデザインの元になっている。
おばちゃんの息子 (Ooccoo Jr.)
人のような顔に羽が生えている、奇妙な容姿の子供。母親のおばちゃんと同様に人を空間転送する不思議な力を持つ他、まだ幼いながらもハイリア語を流暢に話し、リンクの事を「ニータン」と呼び慕う。
雑貨屋の店員
天空都市で店を営んでいる天空人。片言ではあるが、ハイリア語を話すことができる。店には矢なども売っているが、店員いわく「仕入れた後に天空人は誰も弓を持っていないことに気づいた」とのこと。

### 影の世界の民
かつて聖地侵略を企てたことの報いとして影の世界へ堕ちた一族の末裔。先祖たちとは違い、平和を愛する穏やかな者が多い。ザントの魔力により一部の者が「影の使者」と化してしまう。残りの民は影の使者になりつつある中で影の世界の姫・ミドナの帰りを待ち続けていたが、後にリンクが取り戻した、影の世界の太陽に当たる「ソル」の光によって我を取り戻す。彼らと話ができるのは作中ではミドナのみで、リンクとは言葉を交わさない。

### その他のキャラクター
ポストマン
手紙を配達する青年。定期的にリンクへ手紙を届ける。ハイラル王国の様々な場所でその仕事ぶりを見ることができる。
インパル
天空都市への使いの伝説を信じ、忘れられた里で一人待ち続けている老婆。記憶喪失となったイリアを助ける。
キングブルブリン
ハイラル各地を荒らし回る魔物・ブルブリン達の親玉。人語を話すことができる。物語の中で何度も戦うことになる。
骸骨の戦士 / 金色の狼
リンクの行く先々に現れて己の奥義を授ける、骸骨の姿をした謎の人物。その正体は『時のオカリナ』および『ムジュラの仮面』のリンクで、本作のリンクの先祖である。リンクと同じく左利き（Wii版では右利き）で金色の狼の姿にもなる。勇者として生まれながらも自らの奥義を後世に伝えられなかった無念と勇者として名を馳せる事無く生涯を終えた未練故に現世に留まっており、子孫であるリンクに「息子よ」と語りかけ、彼に奥義の全てを伝え終えた後に姿を消す。
この骸骨の戦士の部分のみ、ディレクターの青沼英二がスクリプトを書いた。
光の精霊
神がハイラルの各地に遣わした4体の精霊。ラトアーヌ以外の精霊はザント軍の侵略により力を奪われている。
ラトアーヌ
トアル村の外れの泉に住む山羊のような姿を持つ精霊。唯一影の者達からの襲撃を逃れている。
フィローネ
フィローネの森の泉に住むオナガザルのような姿を持つ精霊。リンクが神に選ばれし勇者であると告げる。
オルディン
カカリコ村の泉に住むメンフクロウのような姿を持つ精霊。
ラネール
ハイリア湖の祠に住む蛇のような姿を持つ精霊。リンクにハイラルの成り立ちについて語る。
賢者
「陰りの鏡」を守護し、世界の秩序を守る6人。それぞれの衣装には『時のオカリナ』の賢者と同じ光、森、炎、水、闇、魂の紋章が刻まれている。かつて砂漠の処刑場でガノンドロフを処刑しようとした際、彼が「神の力」を発動させたことで水の賢者が殺害されたため、緊急措置としてガノンドロフを影の世界へ追放した。後に、自分たちの判断により影の世界の安寧を奪ってしまったことを姫であるミドナに謝罪する。

## ダンジョン
1. 森の神殿 (Forest temple)
  - フィローネの森の奧にある。サル達を助けつつ、その力を借りて攻略していく。ツタや回転する橋など、植物と風の性質を利用した仕掛けが登場する。1階層しかないが、最初のダンジョンにしては本格的な造りとなっている。
  - ボス：覚醒寄生種 ババラント - 神殿の植物が影の結晶石の黒き力によって怪物と化した姿。毒の沼の中に生息している。
2. ゴロン鉱山 (Goron Mines)
  - デスマウンテンのゴロン族の鉱山。マグマを回避しつつ、鉱石の磁力を利用してゴロンの長老達から族長を封印した鍵をもらうことが目的。2006年度E3とNintendo World 2006 Wii体験会におけるベースダンジョンでもある。
  - ボス：覚醒火炎獣 マグドフレイモス - ゴロンの族長であるダルボスが影の結晶石の黒き力によって炎の怪物へと変貌した姿。その力の強さ故にゴロン族の長老によって鉱山の奥深くに封印されていた。光る額の目に強い魔力を持っている。
3. 湖底の神殿 (Lakebed Temple)
  - ハイリア湖底にある。中央の広間にある巨大な階段を回転させ、水流を上手く誘導しながら先に進む。謎解きの難しさに加え、広大なフロアが6階層にも及び、体力の高い敵も登場するので難易度は高い。
  - ボス：覚醒多触類 オクタイール - 謎の巨大魚が影の結晶石の黒き力によって凶暴化した姿。
4. 砂漠の処刑場 (Arbiter's Grounds)
  - 各地方から離れた砂漠の地に築かれている。影の世界へと通じる「陰りの鏡」があり、終盤のシナリオに大きく関わるダンジョン。人と獣の姿を切り替えながら仕掛けを解く。前半は『時のオカリナ』の森の神殿のようにゴーストが奪った火を集め、後半は古代人の残した道具を使って進んでいく。流砂に足を取られたり、幽霊や虫に取りつかれたりと、移動速度が落ちてしまう場面が多い。
  - ボス：蘇生古代獣 ハーラ・ジガント - ザントが古代獣の骨に影の力を与えて復活させた姿。
5. 雪山の廃墟 (Snowpeak Ruins)
  - 北の果てスノーピークにある洋館。ここを住処としている獣人の言葉を元に「陰りの鏡」の破片が置いてある部屋の鍵を捜索する。氷の壁が行く手を阻み、中庭は完全に雪原と化している。他のダンジョンよりもパズル要素が強い。所々で通路をふさいでいる巨大な氷塊の敵は、特別な装置や装備がないと倒せない。
  - ボス：覚醒大氷塊 フリザーニャ - 獣人であるマトーニャが鏡の魔力によって大氷塊と化した姿。
6. 時の神殿 (Temple of Time)
  - 森の最奥に隠された聖域から行くことが出来る。現代では廃墟と化しているため、まだ神殿として形を保っていた過去の世界へと行く必要がある。1階から8階まで8階層にも及ぶ高い塔のような構造。行程はほぼ一本道であり、前半は塔の頂上を目指して登り、後半はある道具を活用して古代の像を操り来た道を引き返す。棘のついた棒や電気を帯びた柵など機械的な仕掛けが多い。神殿入り口では『時のオカリナ』の「時の神殿」、ダンジョン内では同作品の「デクの樹サマの中」のBGMのアレンジが使われている。
  - ボス：覚醒甲殻眼 シェルドゴーマ - ゴーマが鏡の魔力によって巨大な魔物と化した姿。見た目は巨大なクモのようだが、本体は目玉の部分である。体に見合わぬ大きな目玉がついた小さいクモで「ゴーマアイ」と呼ばれる。
7. 天空都市 (City in the Sky)
  - 天空に存在する都市で、そのままダンジョンにもなっている。足場のある場所が限られているため、クローショットを多用して空中を次々と移動することになる。広大なフロアが8階層にもわたり構造も複雑なため、攻略にはかなりの時間が必要。このダンジョンでは最初からおばちゃんが仲間になっている。
  - ボス：覚醒炎翼竜 ナルドブレア - 天空都市を荒らしていた竜が鏡の魔力によってさらに凶暴化した姿。
8. 影の宮殿 (Palace of Twilight)
  - 影の世界の宮殿。前半は宮殿の奥にある光球「ソル」を入り口まで運び、後半は黒い霧を剣の光で振り払いながら進む。ダンジョンの規模は他の物に比べ小さいが宮殿内ほぼ全ての扉に鍵がかけてあるので、部屋数が少ない割に攻略は困難。トワイライト領域を創る闇と光を利用した仕掛けが登場する。
  - ボス：僣王 ザント - 強力な魔術を扱う影の世界の支配者。
9. ハイラル城 (Hyrule Castle)
最後のダンジョン。ゼルダ姫を救うために王座の間を目指して進む。規模はそれほど大きくないものの、庭園、城内、城外と行動範囲は広い。タートナックなど過去の中ボスも多数登場する。BGMは『神々のトライフォース』におけるハイラル城内のBGMのアレンジが使われている。
  - ボス：大魔王 ガノンドロフ - 力のトライフォースと強力な魔力を持つゲルド族出身の砂漠の王。

## 開発経緯
本作は当初、『風のタクト』のトゥーンシェーディングの素材を活用したGC用ソフト『風のタクト2』として開発されていたが、米国市場の動向を踏まえ、作風を「リアルゼルダ」へと転換した。
同時期に開発していた『夢幻の砂時計』がニンテンドーDSのタッチスクリーンを活かしたシステムだったのに対し、本作は新しい遊びが確立できない状態が続いていたが、2005年のE3終了後、ディレクターの青沼英二は宮本茂からWiiリモコンを使ったゼルダの開発の検討を持ち掛けられる。実際に弓矢の操作にWiiリモコンの操作を導入したところ新しい遊びが生まれたことを実感し、2006年末への発売延期とGC・Wiiの両機種での発売を当時の社長・岩田聡が決断した。
また、開発当初、Wii版のリンクはGC版と同じく左利きの設定であったが、2006年6月のE3に本作を出展した際に多くの体験者がWiiリモコンを右手に持って振っていたことを踏まえ、より一体感を感じてもらうためにWii版は右利き設定となった。ただ、一から作り直すとなると同年の年末の発売には間に合わないため、世界の全てを左右反転させることで対処した。
本作はシリーズで初めてCERO：B（12才以上対象）に区分されており、コンテンツディスクリプターアイコンは「犯罪」となっている。理由は、ゲーム内において露店からこっそり商品を持ち出すこと（いわゆる万引き）が可能な場面、およびコリンがキングブルブリンにより棒の先につるし上げられるイベントシーンの2点が「犯罪」コンテンツに該当すると判断されたため。

### 沿革
- 2004年（平成16年） - E3で本作を開発中であることを発表。紹介映像を公開。
- 2005年（平成17年） - E3で海外版の正式タイトル『The Legend of Zelda: Twilight Princess』を発表。E3出展作品内から選ばれる賞「Best Console Game」を受賞[27]。
- 2006年（平成18年）
  - 9月14日 - 幕張メッセで行われたイベント「Wii Preview」にて、日本版の正式タイトル『ゼルダの伝説 トワイライトプリンセス』を発表。
  - 12月2日 - Wiiとゲームキューブで本作が発売。
- 2008年（平成20年）5月1日 - 本作の素材を活用したガンシューティングゲーム、『リンクのボウガントレーニング』が発売。
- 2015年（平成27年）11月13日 - この日に放映された「Nintendo Direct」内で、本作をHDリマスターしたWii U用ソフト『ゼルダの伝説 トワイライトプリンセスHD』を発表。
- 2016年（平成28年）3月10日 - 『ゼルダの伝説 トワイライトプリンセス HD』が発売。作中に登場する「ウルフリンク」のamiiboも同時発売。

### スタッフ
ディレクターは『時のオカリナ』、『ムジュラの仮面』、『風のタクト』に続き青沼英二が、プロデューサーは宮本茂が担当した。音楽は『ムジュラの仮面』以来作曲・サウンドに関わってきた峰岸透が初のメインコンポーサーを務めた。
開発チームは、最終的には任天堂の中でも最大規模に近い100人強の人数となった。
- ディレクター
  - 青沼英二
- サブディレクター
  - 宮永真
  - 山田洋一
  - 池松真一
  - 今井大二
  - 北川幸治
  - 四方宏昌
  - 冨永健太郎
- スクリプト
  - 京極あや
  - 一角崇行
- プロデューサー
  - 宮本茂
- プログラムディレクター
  - 岩脇敏夫
  - 森田和明
- メインキャラクターデザイン、イラストレーション
  - 中野祐輔
- 音楽
  - 峰岸透（メインコンポーザー）
  - 太田あすか
  - 近藤浩治
  - 横田真人（"TEASER MUSIC ORCHESTRATION" MUSIC）
  - 大島ミチル（一部の曲の編曲）
- エグゼクティブプロデューサー
  - 岩田聡

## 受賞
Spike TV Video Game Awards
- Critic's Choice Video Game Award

X-Play
- Game of the Year
- Best Action Adventure Game

GameTrailers
- Game of the Year 2006
- Best Action Adventure Game

1UP
- Game of the Year 2006
- Best Adventure Game

Electronic Gaming Monthly
- Game of the Year 2006
- Best Level Design
- Best Battle System

The 2007 Interactive Entertainment Association of Australia Awards
- IEAA Nintendo Game of the Year
- Best Selling Role Playing Game

The 2007 Game Developers Choice Awards
- Best Writing

Spacey Awards
- Best Game of 2006

Game Informer
- Game of the Year 2006
- the Game of the Month in the January 2007

GameSpy
- Game of the Year
- Console Game of the Year

Nintendo Power Awards 2006
- Game of the year
- Readers Pick Game of the year
- Game of the Year (Wii)
- Readers Pick Game of the Year (Wii)
- Game of the year (Gamecube)
- Readers Pick Game of the year (Gamecube)
- Best Graphics
- Readers Pick Best Graphics
- Readers Pick Best Music
- Best Adventure
- Readers Pick Best Adventure
- Readers Pick Best New Character (Midna)
- Best Story/Writing
- Readers Pick Best Story/Writing

Game Freaks 365 Game of the Year Awards 2006
- Overall Game of The Year

VGcore 2006 Game of the Year Awards
- Game of the Year
- Nintendo Wii Game of the Year
- GameCube Game of the Year

Fort Wayne Reader The 2006 Console Game of the Year
- Overall Game of the Year
- Nintendo Wii Game of the Year

Rumor Reporter The games of the year
- Overall Game Of The Year
- Wii Game Of The Year
- Gamecube Game Of The Year

The 4cr Game of the Year Awards
- Game of the Year

Metacritic The Best Videogames of 2006
- Best Wii Game
- Best GameCube Game

ゴールデンジョイスティックアワード2016
- 任天堂ゲームオブザイヤー（HD）

## ゼルダの伝説 トワイライトプリンセス HD
『ゼルダの伝説 トワイライトプリンセス HD』（ゼルダのでんせつ トワイライトプリンセス エイチディー、英題：The Legend of Zelda: Twilight Princess HD）は、2016年3月10日発売のWii U用アクションアドベンチャーゲーム。開発はオーストラリアの企業Tantalus Mediaが手掛けている。
第一報は2015年11月13日放映のNintendo Direct内で発表された。Wii U向けに歴代のゼルダの伝説シリーズをHD化する実験の中から生まれたもので、『ゼルダの伝説 風のタクト HD』完成後に制作が始まった。
後述のように、ゼルダの伝説シリーズ関連のamiiboへの対応ほか様々な変更・追加要素がある。
通常版・ダウンロード版・SPECIAL EDITION版の3種類が発売。SPECIAL EDITION版にはウルフリンクのamiiboとサウンドトラックが同梱されている。

### GC版・Wii版からの主な変更点・新要素
グラフィック・ゲームシステムの変更点
- フルHD表示に対応。テクスチャが高精細に描き直された。
- Wii U GamePadの操作に対応。
  - ジャイロセンサーでアイテムを操作できる（on/off切り替え可）。
  - タッチスクリーンでシームレスに使用アイテムを変更できる。
  - Rスティックでカメラアングルを自由に動かせる。
  - Wii U GamePadにマップを表示できる。
  - Wii U GamePadだけでもゲームプレイができる。

- Wii U GamePadの操作に特化させるため、Wiiリモコンには非対応になった。
- アクションアイコンの配置やアイテム画面がWii U用に一新された。
- マップや各キャラクターの利き腕は、Wiiリモコンを使用しないためGC版が基になっている。
  - 辛口モード（後述）では、Wii版同様に左右反転された世界になっている。

- 乗馬や泳ぎ、ツタ・はしごの昇降などの操作性を改善。
- ゲーム内のナビゲーションや説明文などを一部変更。
- サイフが満杯の状態でルピー入りの宝箱を開けたときにルピーを戻さなくなった。

新要素
- amiiboとの連動要素の追加。
  - 大乱闘スマッシュブラザーズシリーズのamiibo「リンク」「トゥーンリンク」「ゼルダ」「シーク」「ガノンドロフ」を使用するとそれぞれ特殊な効果を発揮する。ガノンドロフ以外は1日1回のみ使用可能。
  - メニュー画面で「ウルフリンク」のamiiboを読み込むとミニダンジョン「獣の試練」に挑むことができ、クリアするとお金が9999ルピーまで持てるようになる「底なしのサイフ」が手に入る。また、このamiiboに保存したデータは『ゼルダの伝説 ブレス オブ ザ ワイルド』に一部引き継げる。

- 「辛口モード」の追加。世界が左右反転し、リンクが受けるダメージが2倍になる。
- 「ゴーストカンテラ」の追加。夜に出現する敵「ポウフィー」の居場所が昼でも分かるようになった。
- 「ハンコ」の入った宝箱がダンジョン内やフィールド上に多数配置されている。このハンコは任天堂が2017年11月8日まで運営していたSNS「Miiverse」への投稿時に利用できた。

## その他
オクタロック
これまで全シリーズに登場していた敵キャラクター「オクタロック」だが、今作では登場しない（関係は不明だが、「オクタイール」という似た名前のボスキャラは登場する。また、石を吐いてきて、それを跳ね返して倒すというオクタロックの特徴は、「タドポール」と「マグポール」に受け継がれている）。
シーク
本作では開発当初『時のオカリナ』のシークの登場が計画されており、専用のデザインも考えられていたが、最終的に見送られることになった。この時のデザインは、その後に発売された『大乱闘スマッシュブラザーズX』に登場するシークに生かされている。
マイニンテンドーピクロス ゼルダの伝説 トワイライトプリンセス
任天堂の会員サービス「マイニンテンドー」の景品として、本作を題材にしたニンテンドー3DS用のパズルゲーム『マイニンテンドーピクロス ゼルダの伝説 トワイライトプリンセス』が2016年3月17日から配信されている。ゲーム内ではミドナが進行役を務める。

## 攻略本
- 任天堂公式ガイドブック ゼルダの伝説 トワイライトプリンセス ISBN 978-4-09-106352-6 - 小学館（発売日：2007年2月3日）
- ゼルダの伝説 トワイライトプリンセス パーフェクトガイド ISBN 978-4-7577-3390-9 - エンターブレイン（発売日：2007年2月2日）
- Nintendo DREAM 任天堂ゲーム攻略本 ゼルダの伝説 トワイライトプリンセス ISBN 978-4-8399-2294-8 - 毎日コミュニケーションズ（発売日：2007年1月31日）
- ゼルダの伝説 トワイライトプリンセス ザ・コンプリートガイド ISBN 978-4-8402-3772-7 - 角川グループパブリッシング（発売日：2007年1月31日）

## 漫画
- 姫川明『ゼルダの伝説 トワイライトプリンセス』、小学館〈てんとう虫コミックス〉、全11巻
  - 2016年2月8日 - 2022年1月31日にマンガワンにて隔週で連載された。当初は2007年4月より通例通り学年誌上で姫川によって連載される予定だったが、CERO：B（12才以上対象）となったことで中止された[54]。企画自体はHD版の発売とは無関係に進んでおり、連載開始時期が重なったのは単なる偶然とのこと[55]。
  - 連載媒体が学年誌ではなくなったことで姫川のゼルダ漫画では初めて複数年に渡る長期連載となった。単行本も従来の単巻・上下巻構成ではなくなり、ナンバリングが振られている。

  1. 2016年6月24日発売、ISBN 978-4-09-142174-6
  2. 2016年12月28日発売、ISBN 978-4-09-142314-6
  3. 2017年5月26日発売、ISBN 978-4-09-142400-6
  4. 2017年12月27日発売、ISBN 978-4-09-142594-2
  5. 2018年8月28日発売、ISBN 978-4-09-142758-8
  6. 2019年3月28日発売、ISBN 978-4-09-143017-5
  7. 2019年8月28日発売、ISBN 978-4-09-143070-0
  8. 2020年3月27日発売、ISBN 978-4-09-143164-6
  9. 2020年12月25日発売、ISBN 978-4-09-143258-2
  10. 2021年9月28日発売、ISBN 978-4-09-143346-6
  11. 2022年3月28日発売、ISBN 978-4-09-143395-4